# Związek Wzajemnej Pomocy Chrześcijańskich Robotników Górnośląskich
Związek Wzajemnej Pomocy Chrześcijańskich Robotników Górnośląskich (tzw. Związek Bytomski), powstał w 1889 w Bytomiu na Górnym Śląsku z inicjatywy Adama Napieralskiego i Bronisława Koraszewskiego, jako pierwsza polska masowa organizacja o charakterze związku zawodowego. 
W pierwszym roku istnienia miał już ok. 4 tys. członków. Pomimo niemieckich szykan i czasowego spadku liczebności, w 1905 liczba członków wynosiła 12 tys. Sprawy związkowe publikowano w gazecie wydawanej w redakcji pisma "Katolik" pod nazwą "Praca". 
W 1909 Związek Wzajemnej Pomocy miał ok. 5 tys. członków. Przystąpił wtedy do organizacji Zjednoczenie Zawodowe Polskie.
Związek w źródłach często określa się tylko jako Związek Wzajemnej Pomocy.